# Walter Schottky
Walter Schottky (Zurigo, 23 luglio 1886 – Pretzfeld, 4 marzo 1976) è stato un fisico e inventore tedesco.
Lavorò nel campo dei tubi termoelettronici e dei semiconduttori. La sua invenzione più famosa è un particolare tipo di diodo, con tempo di reazione molto rapido, che porta il suo nome: diodo Schottky.

## Biografia
Walter Schottky era figlio del matematico Friedrich Schottky (1851–1935). Dopo il Ginnasio a Marburgo e Steglitz studiò fisica dal 1904 alla Humboldt Universität. Fu promosso nel 1912 da Max Planck con la tesi Zur relativtheoretischen Energetik und Dynamik. Si trasferì all'Università di Jena all'Istituto di Fisica sotto la guida di Max Wien. Nel 1913 poté sperimentare le sue teorie su U3/2-Gesetz flusso di elettroni in un tubo elettronico (Schottky-Gleichung). Dal 1914 al 1916 ritornò alla Humboldt Universität dove fu abilitato.
Nel 1915, Schottky inventò il tetrodo, un tubo termoelettronico dotato di un elettrodo aggiuntivo rispetto al triodo, che veniva posto fra la griglia di controllo e l'anodo. Schottky scoprì, infatti, che tale elettrodo, chiamato griglia schermo, serviva a diminuire l'accumulo di carica elettrica fra la griglia di controllo e l'anodo. Precedentemente, tale accumulo di carica aveva limitato le prestazioni e, quindi, le possibilità d'impiego dei tubi termoelettronici nelle applicazioni radiofoniche. Nel 1916 iniziò a lavorare per la Siemens AG.

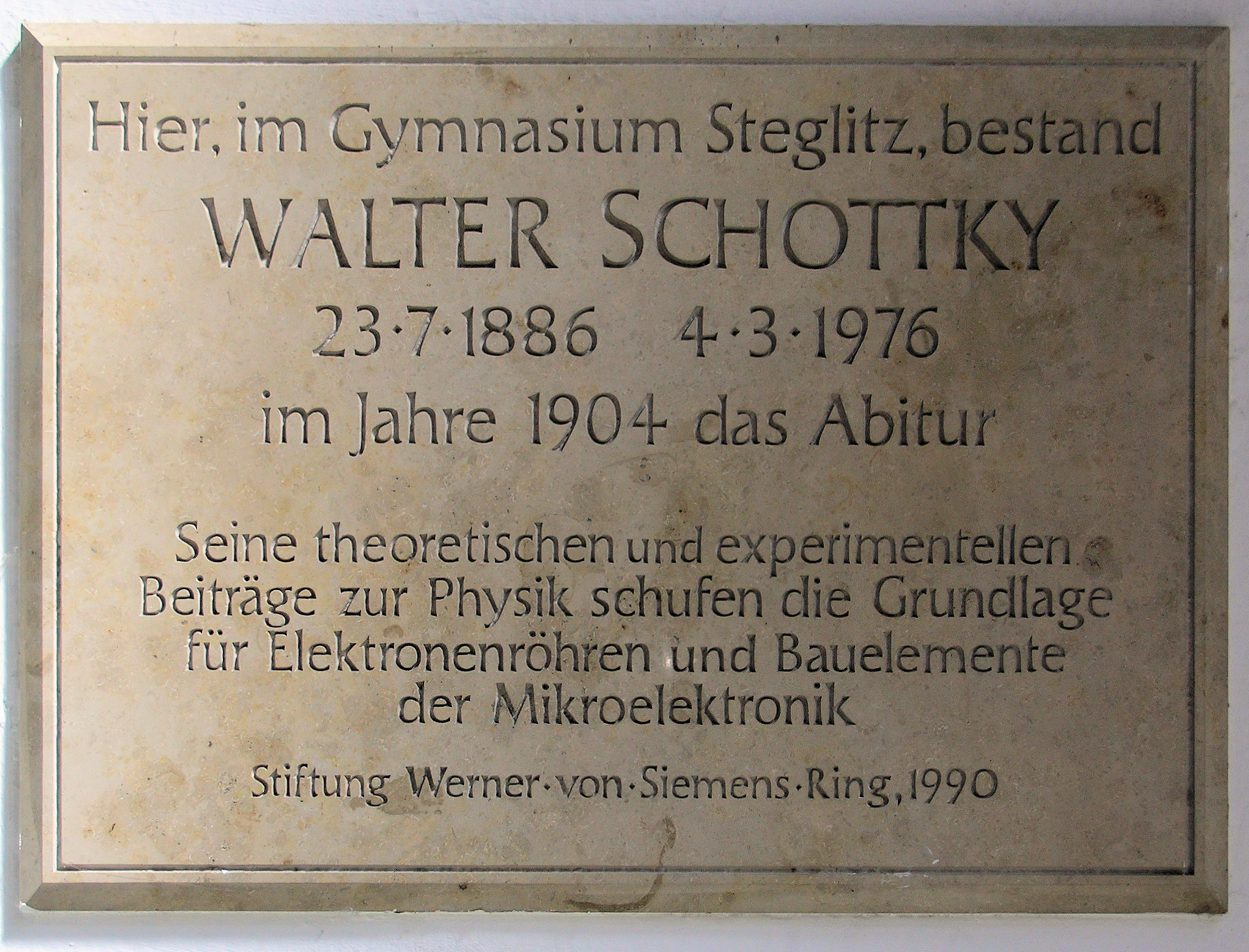
Targa in memoria della maturità di Walter Schottky al gymnasium presso la Heesestraße 15 a Berlino-Steglitz, Fondazione Werner-von-Siemens-Ring, 1990

La sua dissertazione Thermodynamik der seltenen Zustände im Dampfraum (Thermische Ionisierung und thermisches Leuchten) gli permise di accedere nel 1920 alla Università di Würzburg.
Fra il 1923 ed il 1927 fu professore di fisica teorica presso l'Università di Rostock. In seguito lavorò alla Siemens & Halske, a Berlino e Pretzfeld. Nei rispettivi laboratori scientifici Schottky si occupò della ricerca di alcuni fenomeni fondamentali della fisica dei tubi termoelettronici e dei semiconduttori, quali l'emissione degli elettroni nei tubi termoelettronici (effetto Schottky), le cariche di volume, nonché gli elettroni-lacuna (lacuna Schottky) e la banda proibita nei semiconduttori (barriera Schottky).
Il suo gruppo di ricerca si trasferì durante la seconda guerra mondiale presso Pretzfeld. Fondò un Siemens-Labors nel castello di Pretzfeld nel 1946; vi stabilì definitivamente fino alla morte nel 1976.

## Onorificenze
- 1964: Werner-von-Siemens-Ring

È stato istituito il Walter-Schottky-Preis per la ricerca nella Fisica dello stato solido, il Walter-Schottky-Institut della Technische Universität München, la Walter-Schottky-Haus della Rheinisch-Westfälischen Technischen Hochschule Aachen così come la Walter-Schottky-Bau della Technische Hochschule Nürnberg Georg Simon Ohm. Esiste pure la Walter-Schottky-Volksschule e la Walter-Schottky-Straße a Pretzfeld. Nella Schottkystraße a Erlangen giace il Fraunhofer-Institut für Integrierte Systeme und Bauelementetechnologie.